# 希爾鎮區 (密蘇里州卡羅爾縣)
希爾鎮區（英語：Hill Township）是位於美國密蘇里州卡羅爾縣的一個行政鎮區。

## 地方資料
希爾鎮區的面積為92.80平方千米，當中陸地面積為92.78平方千米，而水域面積為0.02平方千米。根據2020年美國人口普查的數據，當地共有人口205人，而人口密度為每平方千米2.21人。